# Tunnels de Gibraltar
Ne doit pas être confondu avec Tunnel de Gibraltar.

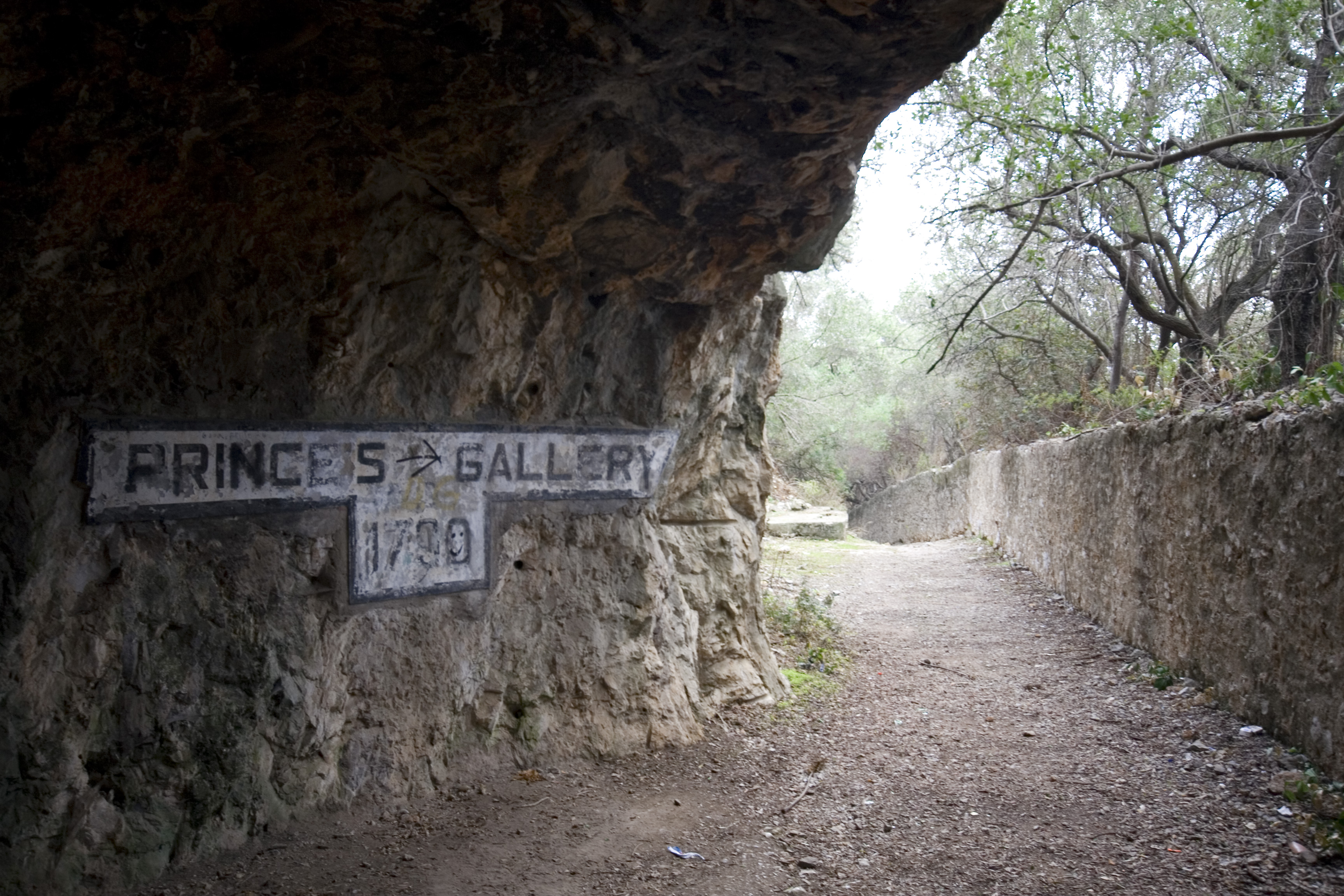
Entrée de Prince's Gallery, creusée en 1790.

Les tunnels de Gibraltar sont des tunnels créés dans le Rocher de Gibraltar principalement par l'armée britannique. Bien que d'une superficie de 6,7 km2, Gibraltar compte 55 kilomètres de tunnels, soit près de deux fois la longueur de ses routes.
Les premiers tunnels ont été creusés à la fin du XVIIIe siècle pour les besoins de communication entre les positions d'artillerie et abritaient des canons dans des embrasures de la face nord du Rocher. D'autres ont été construits au XIXe siècle pour améliorer l'accès à certaines zones et être dotés de magasins et réservoirs d'eau.
Le XXe siècle a vu beaucoup de tunnels percés en vue de faire du Rocher une véritable forteresse susceptible d'abriter 16 000 hommes et l'équipement nécessaire pour résister à un siège prolongé. Les creusements ont finalement cessé en 1968. Depuis lors, la plupart des tunnels ont progressivement été remis au gouvernement civil de Gibraltar, un certain nombre restant propriété du ministère de la Défense. Certains ont été interdits d'accès pour des raisons de sécurité.

## Géologie de Gibraltar

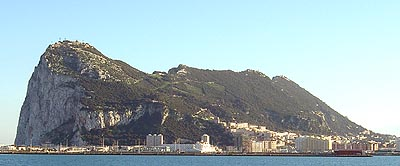
Le rocher de Gibraltar vu du nord-ouest.

Le rocher de Gibraltar est un klippe de calcaire dolomitique jurassique,,.
Sa structure en fait un matériau généralement stable. Le creusement de tunnels est possible presque partout à l'exception d'un endroit où il a été interdit en raison des fortes pressions des eaux souterraines. Dans certains endroits, les tunnels sont instables.

## Histoire
Les tunnels de Gibraltar ont été construits durant cinq phases entre 1782 et 1968.

### Grand siège de Gibraltar

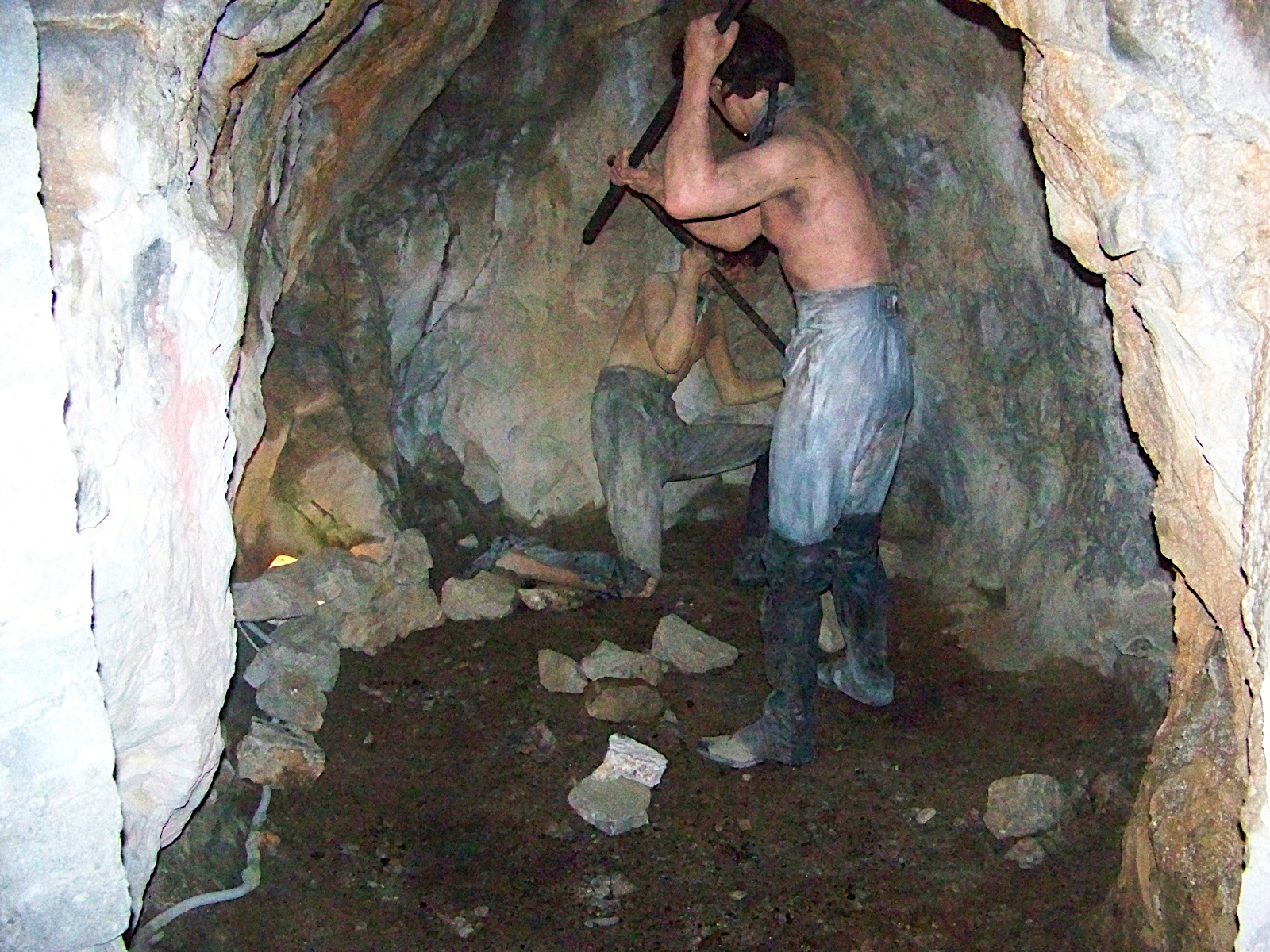
Reconstruction montrant des membres de la Soldier Artificer Company creusant la galerie supérieure.

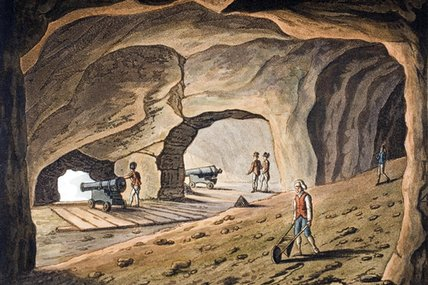
À l'intérieur d'une galerie sur le rocher de Gibraltar, gravée par IC Stadler d'après le révérend C. Willyams (vers 1800).

Les premiers tunnels ont été creusés pendant le Grand siège de Gibraltar afin d’atteindre une position appelée le Notch, inaccessible autrement, où la garnison britannique cherchait à installer une batterie d'artillerie pour couvrir un angle mort. Les travaux débutent le 25 mai 1782. Au cours de l'avancement des travaux, les ouvriers décident de créer une ouverture dans la falaise pour permettre leur ventilation. On s'est immédiatement rendu compte que cela offrirait une excellente position de tir. À la fin du siège, la galerie supérieure nouvellement créée abritait quatre canons, montés sur des affûts conçus pour des tirs vers le bas sur les positions espagnoles de l'isthme au nord. Le Notch n'a été atteint qu'après la fin du siège ; l'affleurement a été creusé pour créer une large position de tir appelée St George's Hall.
Le creusement de tunnels s'est poursuivi après le siège pour construire une série de galeries de liaison et de tunnels de communication pour les relier aux lignes de défense au nord de Gibraltar. À la fin du XVIIIe siècle, près de 1 200 mètres de tunnels avaient été creusés.

### 1880–1915

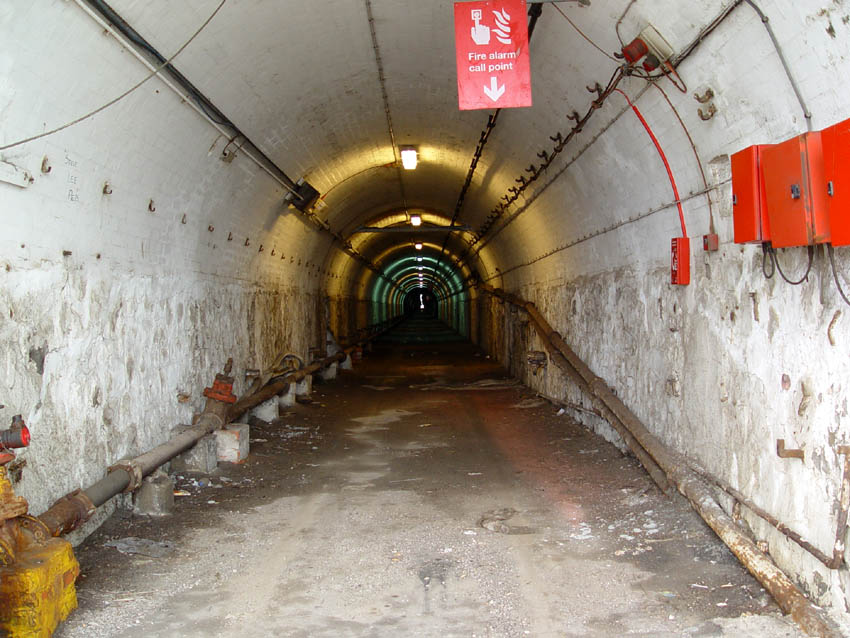
Le Tunnel de l'Amirauté.

La deuxième phase du creusement de tunnels a lieu vers la fin du XIXe siècle, la base navale de Gibraltar devenant un atout stratégique clé pour le Royaume-Uni. Deux courts tunnels ont été construits à Camp Bay à l'extrémité sud-ouest de Gibraltar en 1880 pour donner accès à une carrière. En 1895, l'armée a aménagé deux grottes naturelles sous Windmill Hill pour créer un dépôt de munitions souterrain, le Beefsteak Magazine.
À la suite d'importants travaux de construction dans le port de Gibraltar, situé à l'ouest du rocher, le tunnel de l'Amirauté est creusé entre 1898 et 1899, traversant le Rocher dans toute sa largeur dans la direction est-ouest pour atteindre Sandy Bay sur la côte Est, où étaient exploitées les carrières. En 1901, la grotte naturelle Ragged Staff est managée pour en faire un entrepôt lié au port.
Les problèmes récurrents d'approvisionnement en eau de Gibraltar sont résolus entre 1898 et 1900 avec la construction de quatre réservoirs souterrains. Ils sont alimentés par de l'eau de pluie des bassins versants du côté est du rocher et acheminée vers les réservoirs par un nouveau tunnel est-ouest. Un cinquième réservoir a été construit entre 1911 et 1915.

### 1933–1938

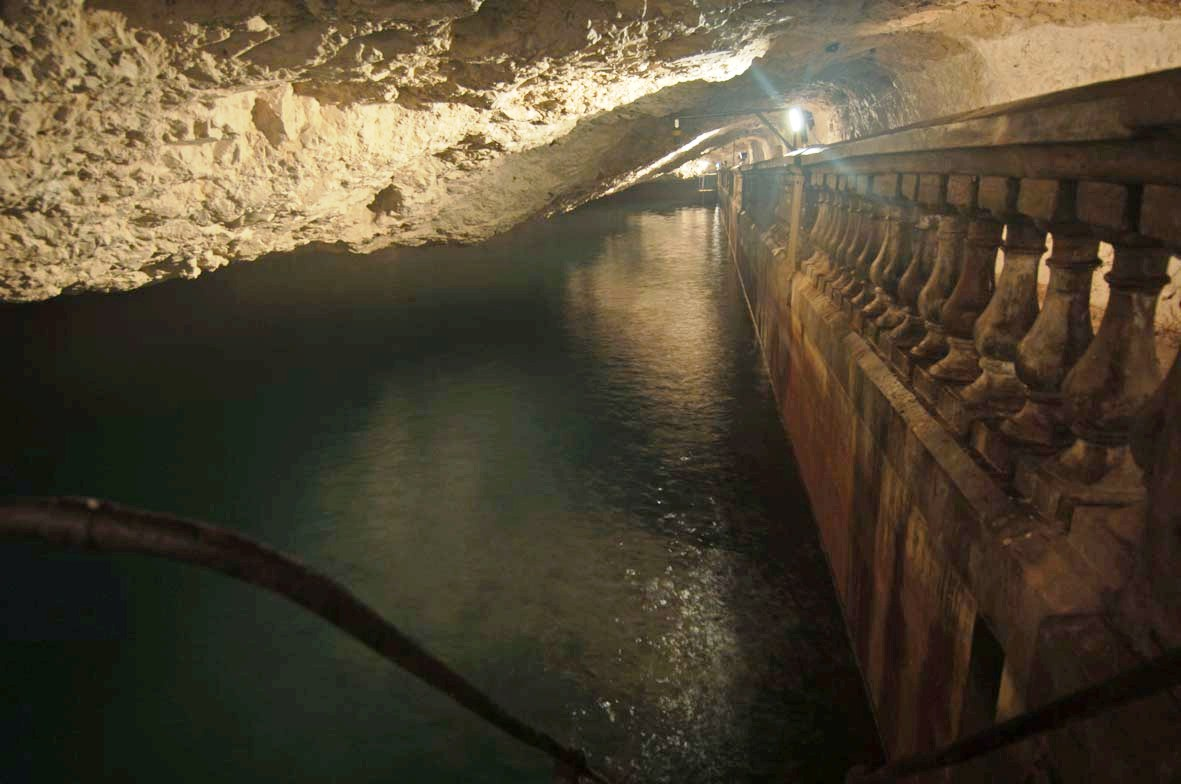
L'un des réservoirs construits à l'intérieur du Rocher de Gibraltar.

La troisième phase du creusement de tunnels a été provoquée par la montée de l'Allemagne nazie et le déclenchement de la Guerre d'Espagne. Des abris anti-aériens et des hôpitaux souterrains sont construits à partir de 1936, tandis que des améliorations à l'approvisionnement en eau de Gibraltar ont été apportées entre 1933 et 1938 avec la construction de quatre réservoirs souterrains. Le creusement d'un réservoir supplémentaire est commencé, mais est utilisé en l'état comme entrepôt et caserne pour le 4e bataillon du Black Watch pendant la Seconde Guerre mondiale. L'ensemble des tunnels passe de 8 à 11 kilomètres pendant cette période.

### 1939–1945
La phase la plus intense de creusement s'est écoulée pendant la Seconde Guerre mondiale, lorsque le territoire a joué un rôle vital dans les théâtres de l'Atlantique Nord et de la Méditerranée. La longueur totale des tunnels a considérablement augmenté pendant la guerre, passant de 11 à 40 kilomètres.
Au début de la guerre, la population civile est évacuée et la garnison est fortement agrandie. De nombreux tunnels sont creusés pour loger la garnison et pour stocker de grandes quantités de nourriture, d'équipement et de munitions. La plupart des tunnels sont alors interconnectés.
Les tunnels étaient une sorte de ville souterraine. Toute la garnison de 16 000 hommes pourrait y être logée avec assez de nourriture pour seize mois. Ils comprenaient un commutateur téléphonique, une centrale électrique, une usine de distillation d'eau, un hôpital, une boulangerie, des entrepôts de munitions et un atelier d'entretien des véhicules.
L'un des tunnels était conçu pour l'Opération Tracer visant à maintenir un poste d'observation secret tenu par six hommes dans le cas où Gibraltar tomberait aux mains des Allemands.

### 1956–1968
La dernière phase de creusement des tunnels s'est écoulée pendant la guerre froide pour répondre à un certain nombre de nouvelles exigences militaires et civiles. La dernière unité de creusement est dissoute en 1968.

### Depuis 1968

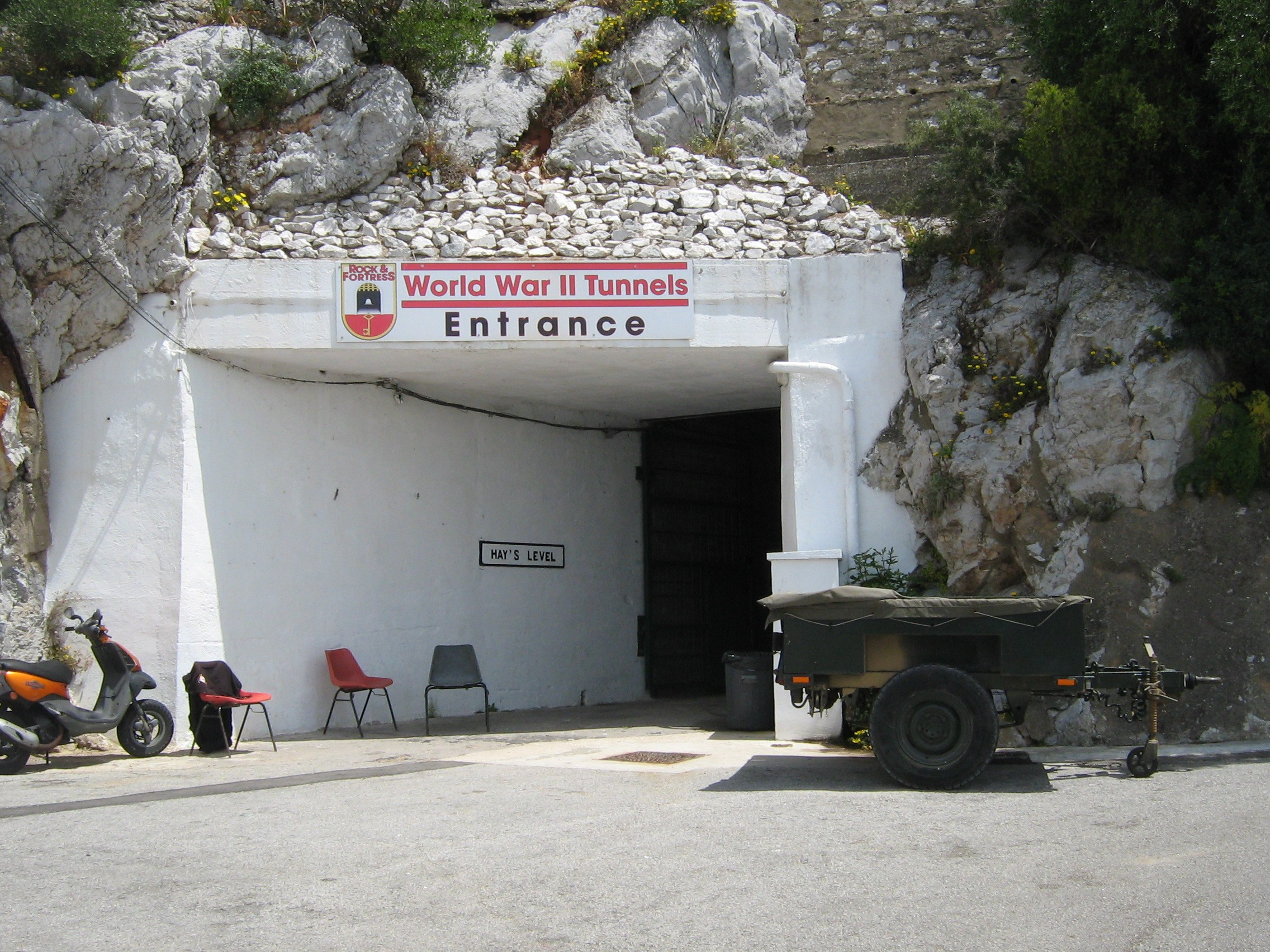
Entrée des tunnels de la Seconde Guerre mondiale sur le côté nord-ouest du rocher de Gibraltar.

La réduction de la présence militaire britannique depuis les années 1980 a conduit au démantèlement de nombreux tunnels. Ceux-ci sont alors rendus aux autorités civiles.
Certains tunnels sont alors ouverts au public. Les galeries supérieures, creusées lors du Grand Siège, et les galeries intermédiaires se visitent. Les galeries inférieures et la plupart des tunnels de la Seconde Guerre mondiale et de l'après-guerre sont fermés au public, certains d'entre eux sont interdits d'accès car trop dangereux pour y entrer. Le tunnel de l'Amirauté est utilisé pour le stockage de données sécurisée,. Deux des tunnels de l'après-guerre, Keightley Way et Dudley Ward Way, sont ouverts à la circulation des véhicules civils pour faciliter les trajets routiers.
Certains tunnels sont toujours utilisés par les forces armées britanniques en 2021.